# Robert Briffault
Robert Stephen Briffault (1876-Hastings, Sussex, Inglaterra, 11 de diciembre de 1948) fue un antropólogo social, novelista y cirujano. 

## Biografía
Según algunas fuentes, Briffault nació en Niza, Francia. Según otras fuentes nació en Londres, aunque vivió durante un período en Francia y en muchos otros lugares de Europa debido a que su padre era diplomático. Después de la muerte de su padre, Briffault y su madre, escocesa, emigraron a Nueva Zelanda. 
Contrajo matrimonio por primera vez en 1896 con Anna Clarke y tuvieron tres hijos. Después de su fallecimiento, se casó con Herma Hoyt (1898-1981), una traductora y escritora estadounidense.
Briffault se graduó como médico en la Universidad de Dunedin en Nueva Zelanda, y se dedicó a su profesión durante varios años. Durante la Primera Guerra Mundial brindó sus servicios en el Frente Occidental (obteniendo la Military Cross) y luego se estableció en Inglaterra, donde cursó estudios de sociología y antropología. También vivió en los Estados Unidos durante un tiempo, y más tarde en París.
Briffault debatió sobre el matrimonio con Malinowski en la década de 1930 e intercambió correspondencia con Bertrand Russell. 
Falleció en Hastings, Sussex, el 11 de diciembre de 1948.
Cuando le preguntaron cómo se pronuncia su nombre, Briffault le dijo al Literary Digest: "Debe pronunciarse bree'-foh, sin intentar darle un estilo francés".

## Obras

### No-ficción
- The Making of Humanity (1919)
- Psyche's Lamp: a re-evaluation of psychological principles as a foundation of all thought (1921)
- The Mothers: A Study of the Origins of Sentiments and Institutions (1927)
- Rational Evolution (1930)
- Sin and Sex (1931)
- Breakdown: The Collapse of Traditional Civilization (1932)
- Reasons for Anger: selected essays (1937)
- The Decline and Fall of the British Empire (1938)
- Marriage Past and Present (1956) debate radial editado entre Briffault y Bronislaw Malinowski, publicado originalmente en formato serial en The Listener
- Les Troubadours et le sentiment romanesque (1945) (en inglés)
- The Troubadours (1965) (traducción revisada)

### Ficción
- Europa: a novel of the days of ignorance (1936)
- Europa in Limbo (1937)
- The Ambassadress (1939)
- Fandango (1940)
- New Life of Mr. Martin (1947)